# Calosoma
Calosoma Weber, 1801, è un genere di insetti della famiglia dei Carabidae.

## Alcune specie
- Calosoma auropunctatum
- Calosoma inquisitor
- Calosoma investigator
- Calosoma reticulatum
- Calosoma sycophanta